# Anahita Ratebzad
Anahita Ratebzad (Guldara, província de Kabul, Regne de l'Afganistan, octubre de 1931 − Dortmund, 7 de setembre de 2014) va ser una política afganesa de l'antic Partit Democràtic Popular de l'Afganistan (PDPA) i ministra del govern de la República Democràtica de l'Afganistan. Va ser una de les primeres metgesses afganeses, una de les primeres diputades del Parlament i la primera dona afganesa a exercir un paper actiu al govern del seu país.

## Primers anys
Nascuda a Guldara, a la província de Kabul, va assistir al Liceu Malalai de Kabul, va rebre una llicenciatura en infermeria de l'Escola d'Infermeria de Chicago i el seu doctorat mèdic a la Universitat de Kabul.
Ratebzad es va involucrar en la política d'esquerres i va ser una de les fundadores del PDPA. Al costat de Khadija Ahrari, Masuma Esmati Wardak i Roqia Abubakr es va convertir en una de les primeres quatre dones electes al Parlament afganès l'any 1965.
El seu exmarit, el doctor Qamaruddin Kakar, solia ser el metge personal de Zahir Shah, el rei de l'Afganistan.

## Obra de govern
Amb la victòria de la Revolució Saur, l'abril de 1978, Ratebzad va dirigir el flamant Consell General de Dones i va ser designada Ministra d'Assumptes Socials, després Ambaixadora a Iugoslàvia (a causa de les lluites internes del PDPA) i finalment Ministra d'Educació.
Va escriure el famós editorial del New Kabul Times del 28 de maig de 1978 en què afirmava:
 
| « | «Els privilegis que les dones, per dret, han de tenir són: la igualtat en l'educació, el treball segur, els serveis de salut i temps lliure per criar una generació sana per construir el futur del país... Educar i esclarir-ho a les dones és arar una prioritat governamental.» | » |

Ratebzad va dir al començament de 1980, sobre els resultats dels plans educatius elaborats des dels dies del govern de Nur Mohammad Taraki (en els quals s'intentava alfabetitzar 800.000 persones en un any):
| « | «Menys de la meitat dels ciutadans de la quantitat prevista és el nombre real aconseguit en aquesta primera experiència. L'escolarització obligatòria per als nens de més de set anys tampoc no ha estat efectiva. A la falta vital d'escoles, locals i professorat s'han afegit les tradicions familiars. Per exemple, els marits s'oposen que les seves dones aprenguin a llegir i a escriure. El nostre plan era que, en cinc anys, dos milions i mig de nens, en edats compreses entre els vuit i els catorze anys, i cinc milions i mig d'adults, entre els quinze i els quaranta, tinguessin una mínima instrucció. És una utopia.» | » |

A causa d'aquests problemes sorgits de l'endarreriment del país, no es va poder alfabetitzar tota la població, però es va millorar notablement la situació en comparació als règims anteriors.
Amiga íntima del president Babrak Karmal des d'abans de la fundació del PDPA, va ser vicepresidenta del Consell Revolucionari de la República Democràtica de l'Afganistan i part del politburó del Partit (tots dos càrrecs entre 1980 i 1986). També va ser presidenta de l'Organització Democràtica de Dones Afganeses i de la Societat d'Amistat Afganès-Soviètica.

## Exili
Quan Karmal va ser substituït per Mohammad Najibullah, Ratebzad va acompanyar al seu amic a Moscou, on va residir fins a l'any 1989. Aquest any va tornar a l'Afganistan, d'on va marxar definitivament el 1992, quan els mujahidins van prendre el poder.
Es va establir a la ciutat alemanya de Dortmund, on va morir al setembre de 2014 als 82 anys d'edat.